# 安佐布隧道
安佐布隧道，又名为独立隧道，是位于塔吉克斯坦首都杜尚别西北方向80公里（约50英里）处，长5040米，海拔2720米，是塔吉克斯坦M34高速公路的一部分，地接杜尚别与本国第二大城市苦盏。该隧道于2006年开放时仅完成了部分隧道建设，随后成为了世界上最危险的隧道之一。 2014年，伊朗政府与塔吉克斯坦政府签署了相关隧道建设协议，并于2015年底重新开放了该隧道。该隧道的完工为杜尚别和苦盏之间往来交通带来了极大便利，比起以往节省了人们至少4个小时的路程时间，同时避免了途中不必要地经过乌兹别克斯坦的领土。

## 重要性
在该隧道建立之前，人们往返于塔吉克斯坦首都杜尚别和本国第二大城市苦盏之间必须途径乌兹别克斯坦领土。该隧道的完工有效遏制了乌兹别克斯坦国拦截往返于这两个城市交通的权利（为此这两个国家经历了长期的外交争端），同时也标志着其它主要合作项目的开端，其中包括桑图达2号发电厂。
该隧道也是杜尚别和乌兹别克斯坦首都塔什干之间的过境路线。在隧道修建前，频发的雪崩对当地经济而言是极大的威胁，通常导致商业活动周期性中断。

## 建设过程

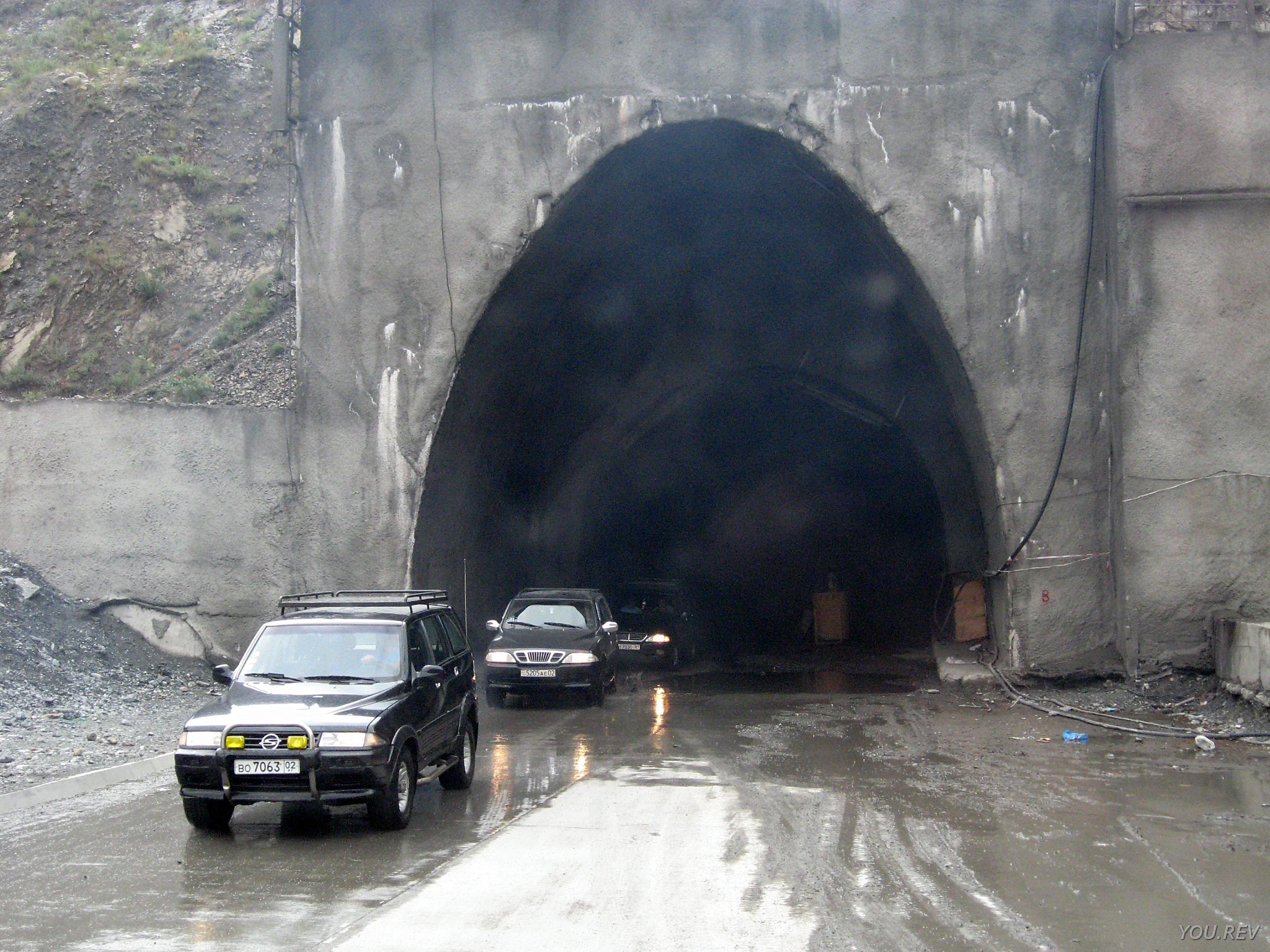
于2011年拍摄的安佐布隧道，此时据其最初开放已有5年，但隧道内仍未有铺路、通风以及隧道照明。

该隧道由伊朗赛博尔公司（Sabir Co.）负责建设，于2006年3月正式开放。由于该隧道的重要性，塔政府在隧道真正施工完成之前要求路经此隧道的乘客签署一份潜在危害责任免除表用以减少隧道内的交通流量。
该隧道于2014年5月仍未完工，随后伊朗政府和塔吉克斯坦政府签署协议，计划于2015年3月底前共同完成该隧道的建设。同年6月，隧道因维修工程而关闭，在解决了渗漏问题后于2015年9月重新开通，并在此基础上完成了基础混凝土地浇筑和隧道照明。2017年8月，该隧道正式宣告落成。